# Diséléniure de tungstène
Le diséléniure de tungstène est un composé chimique de formule WSe2. Il se présente sous la forme d'un solide gris anthracite à noir, inodore, cristallisé dans une structure hexagonale du groupe d'espace P63/mmc (no 194) semblable à celle du disulfure de molybdène MoS2. Chaque atome de tungstène est lié à six atomes de sélénium avec une configuration prismatique trigonale tandis que chaque atome de sélénium est lié à trois atomes de tungstène avec une géométrie pyramidale trigonale. Les liaisons W–Se ont une longueur de 252,6 pm, tandis que la distance entre atomes de sélénium est de 334 pm. Il s'agit d'un semiconducteur de type dichalcogénure de métal de transition du groupe 6.
Outre cette structure hexagonale semiconductrice, il existe également une structure tétragonale métallique métastable qui tend à redonner la structure hexagonale,.
Le diséléniure de tungstène est un exemple classique de matériau en feuillets, maintenus ensemble par des forces de van der Waals comme dans le graphite. Au sein de chaque feuillet, les atomes sont liés par covalence sans laisser d'électron célibataire, de sorte que les surfaces sont chimiquement stables et fixent peu d'impuretés, tandis que les feuillets peuvent être facilement séparés les uns des autres. Ces feuillets ne sont cependant pas aussi fins que ceux du graphite, la grande taille de l'ion tungstène rendant la structure du WSe2 plus sensible aux actions extérieures que le disulfure de molybdène MoS2.
On peut obtenir le diséléniure de tungstène directement à partir des éléments purs à 500 °C ou, plus finement, par pulvérisation cathodique afin de réaliser des dépôts de couches minces à structure hexagonale ayant la bonne stœchiométrie :
W + 2 Se ⟶ WSe2.
Les dichalcogénures de métaux de transition sont des semiconducteurs ayant des applications possibles dans les domaines des cellules photovoltaïques et de la photonique. Le diséléniure de tungstène a une largeur de bande interdite d'environ 1,35 eV avec une dépendance de température de −0,46 meV/K. Les photoélectrodes en WSe2 sont stables en conditions aussi bien acides que basiques, ce qui les rend intéressantes pour les cellules photoélectrochimiques,,.
Les propriétés des monocouches de diséléniure de tungstène diffèrent de celles du matériau massif, comme c'est généralement le cas pour les semiconducteurs. Les monocouches exfoliées mécaniquement sont des matériaux photovoltaïques transparents ayant des propriétés de diode électroluminescente. Le diséléniure de tungstène peut être modifié en type p ou en type n en modifiant la tension électrique appliquée à une électrode métallique adjacente de positive à négative, ce qui permet de moduler la largeur de bande interdite des composés réalisés en WSe2.

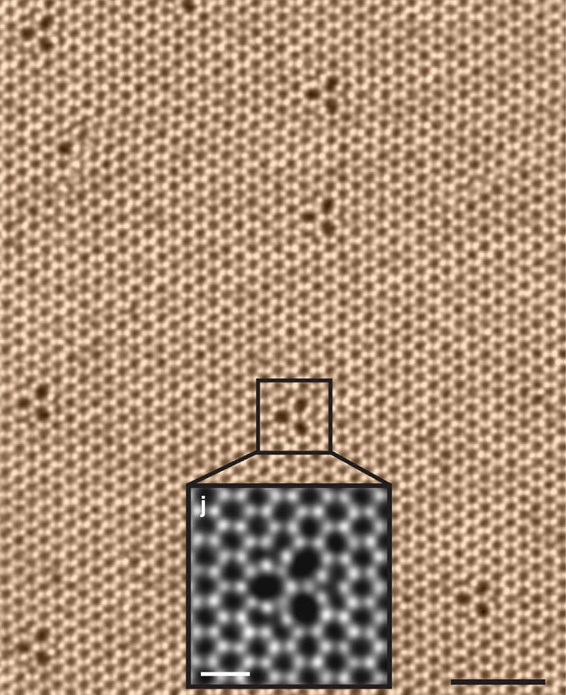
Vue au microscope électronique en transmission à balayage (STEM) d'une monocouche de diséléniure de tungstène à 500 °C montrant sa structure hexagonale avec ses défauts trifoliés[17].

Outre ses applications photovoltaïques, le diséléniure de tungstène fait l'objet d'applications comme lubrifiant solide et comme substrat pour l'autoassemblage d'atomes métalliques sur ses surfaces. On a par ailleurs caractérisé le WSe2 comme un matériau ayant une conductivité thermique particulièrement faible en raison de sa structure en feuillets.